# Deutsche Polizeigewerkschaft

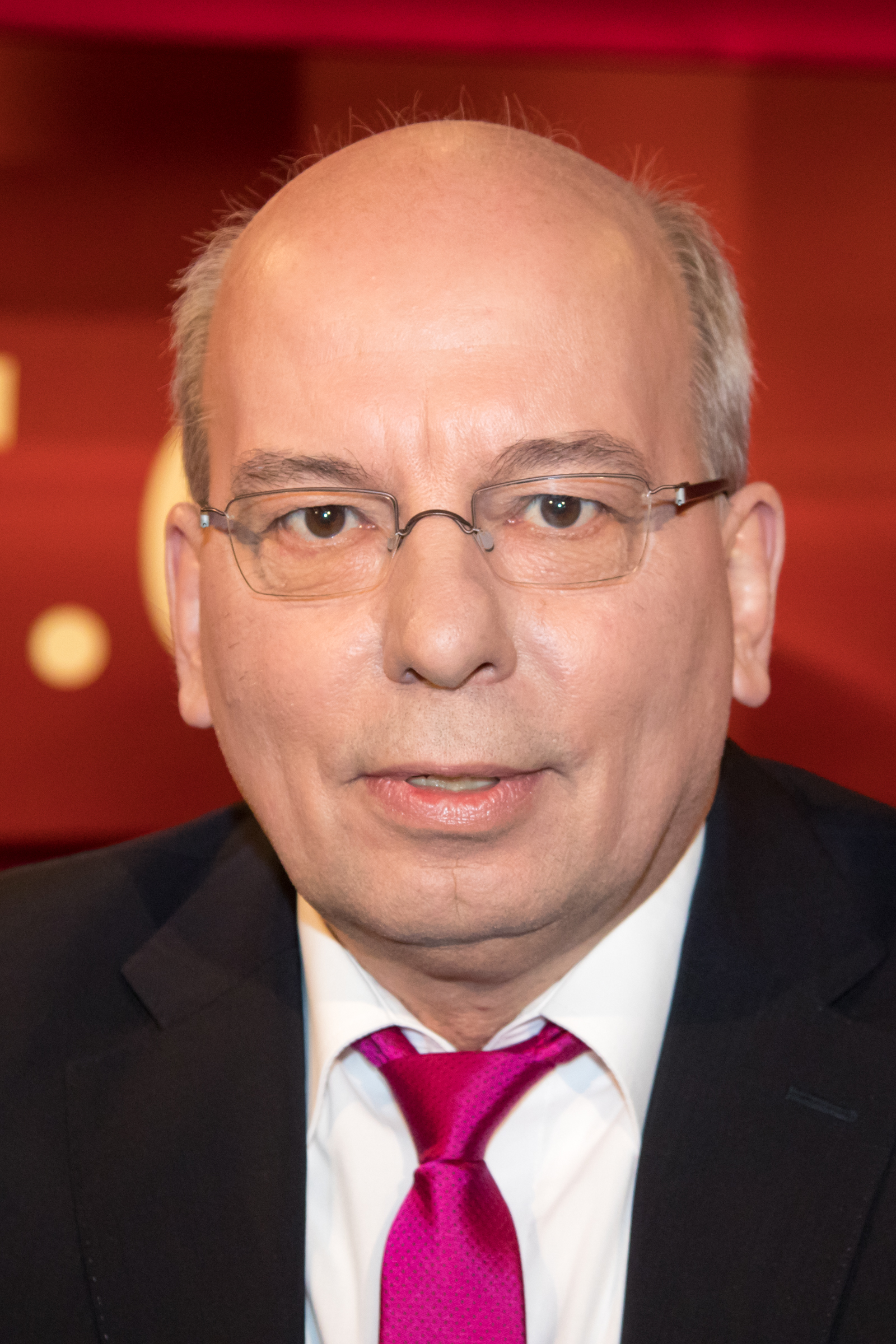
DPolG-Vorsitzender Rainer Wendt (2017)

Die Deutsche Polizeigewerkschaft im DBB (DPolG) ist eine deutsche Gewerkschaft und Mitglied im DBB Beamtenbund und Tarifunion. Sie vertritt die rechtlichen, wirtschaftlichen, sozialen und beruflichen Interessen ihrer Mitglieder rund um ihr Dienst- oder Arbeitsverhältnis im öffentlichen Dienst. Ihre Mitglieder sind Polizeibeamte, Mitarbeiter von Ordnungsämtern sowie Angestellte im Polizeidienst und anderen länderspezifischen oder kommunalen Ordnungsbehörden. Ihre Mitgliederzahl liegt seit 2018 bei über 100.000, womit sie nach der Gewerkschaft der Polizei (GdP, 203.941 Mitglieder, Stand 2022) der zweitgrößte Berufsverband im Polizeibereich ist. Der repräsentative Sitz des DPolG-Bundesvorstandes ist Berlin.

## Geschichte
Am 18. August 1951 wurde aus bereits existierenden regional tätigen Polizeibeamtenverbänden der Bund Deutscher Polizeibeamter (BDP) gegründet. Im Gegensatz zum DGB mussten die polizeilichen Gewerkschaften erst die Besatzungstruppen davon überzeugen, dass von ihnen keine Gefahr ausgeht. Gleichzeitig trat der BDP dem Deutschen Beamtenbund bei und folgte damit der Tradition aus den Gründungsjahren der ersten Interessenvertretungen aus dem Jahr 1915.
Bei der Entscheidung für den Dachverband kam der DGB als größerer Dachverband aus verschiedenen grundsätzlichen Erwägungen und Standpunkten nicht in Betracht. So forderte der DGB zur damaligen Zeit u. a. die Abschaffung des Berufsbeamtentums, die Verstaatlichung von Unternehmen und die Bereitschaft des BDP zum Beamtenstreik. Auch entsprach der DGB nach Ansicht des BDP nicht dem parteipolitischen Neutralitätsgedanken.
Am 14. April 1966 fand eine Umbenennung vom BDP in Polizeigewerkschaft im Deutschen Beamtenbund (PDB) statt. Als Reaktion auf die Entwicklung der Europäischen Union entstand die Deutsche Polizeigewerkschaft im Deutschen Beamtenbund (DPolG) am 17. Januar 1987, um im zusammenwachsenden Europa eine klare Bezeichnung zu haben.

## Struktur und organisatorischer Aufbau

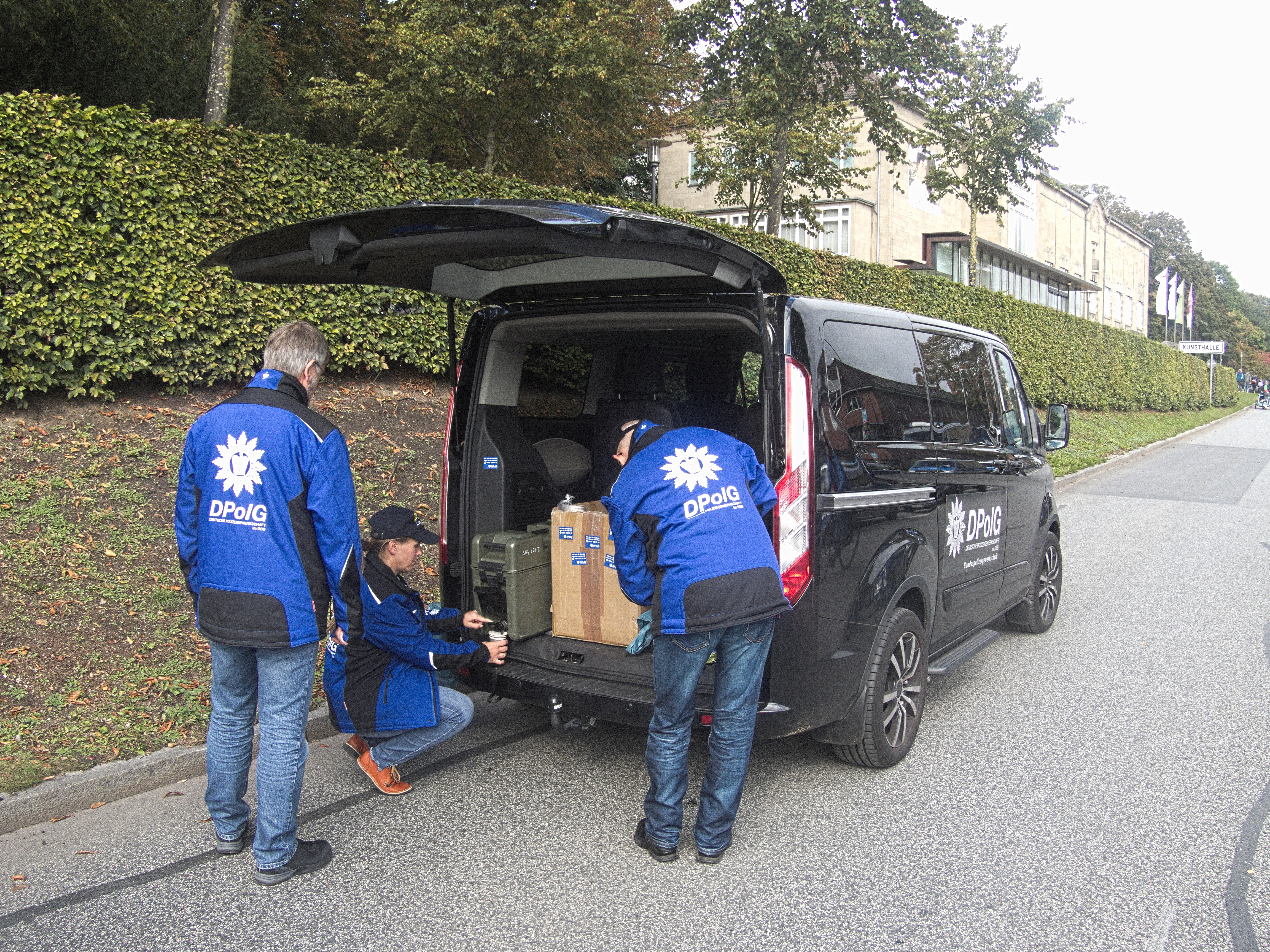
Ehrenamtliche Mitarbeiter der DPolG mit Fahrzeug beim Tag der deutschen Einheit in Kiel, 2019

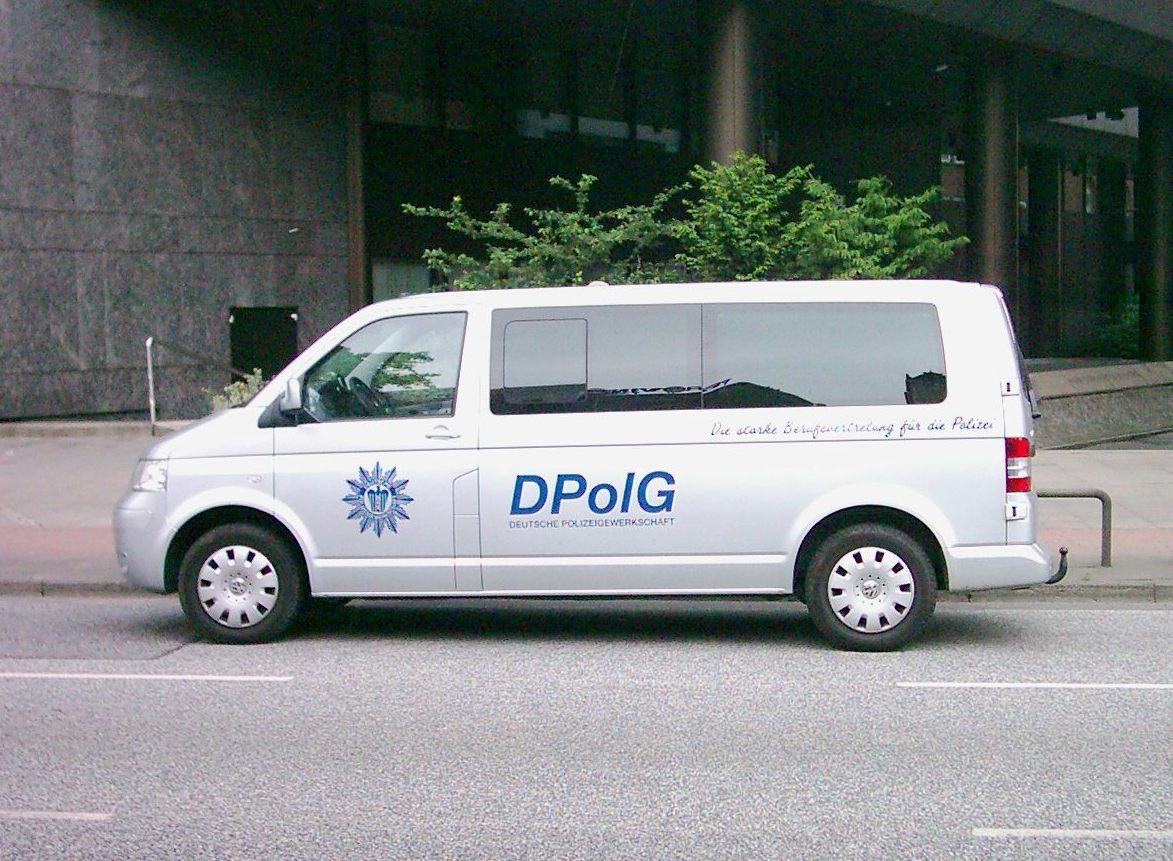
Ein Fahrzeug der DPolG

### Gliederung
Da die reguläre Polizei in Deutschland Ländersache ist, ist die Deutsche Polizeigewerkschaft in Landesverbände gegliedert. Diese haben ihre Sitze in der so genannten Landesgeschäftsstelle, die sich, außer in Mecklenburg-Vorpommern (Rostock), in der jeweiligen Landeshauptstadt befindet. Für die Bundespolizei gibt es seit Oktober 2011 eine eigene Gliederung innerhalb der DPolG.
| Landesverband          | Sitz        | Vorsitzende/r     |
| ---------------------- | ----------- | ----------------- |
| Bayern                 | München     | Jürgen Köhnlein   |
| Baden-Württemberg      | Stuttgart   | Ralf Kusterer     |
| Berlin                 | Berlin      | Bodo Pfalzgraf    |
| Brandenburg            | Potsdam     | Peter Neumann     |
| Bremen                 | Bremen      | Bernard Soika     |
| Hamburg                | Hamburg     | Tom Jungfer       |
| Hessen                 | Wiesbaden   | Björn Werminghaus |
| Mecklenburg-Vorpommern | Rostock     | Ronald Müller     |
| Niedersachsen          | Hannover    | Patrick Seegers   |
| Nordrhein-Westfalen    | Düsseldorf  | Erich Rettinghaus |
| Rheinland-Pfalz        | Mainz       | Noriko Nagy       |
| Saarland               | Saarbrücken | Markus Sehn       |
| Sachsen                | Dresden     | Cathleen Martin   |
| Sachsen-Anhalt         | Magdeburg   | Olaf Sendel       |
| Thüringen              | Erfurt      | Jürgen Hoffmann   |
| Schleswig-Holstein     | Kiel        | Astrid Steffen    |
| Bundespolizei          | Berlin      | Heiko Teggatz     |

Führungsgremium des Landesverbandes ist die Landesleitung, die sich aus dem Landesvorsitzenden, dessen Stellvertretern sowie dem Landesschatzmeister zusammensetzt. Gewählt wird die Landesleitung durch den Landesdelegiertentag, der, je nach Landessatzung, turnusmäßig alle vier oder fünf Jahre tagt und sich aus den gewählten Kreisverbandsvertretern sowie anderen Vertretern zusammensetzt.
Die nächsttiefere Hierarchieebene bilden die Kreisverbände. Die Zusammensetzung sowie die Gliederung der Kreisverbände richtet sich nach der jeweiligen polizeilichen Struktur eines Bundeslandes. Ein Kreisverband hat daher den personellen und territorialen Umfang der jeweils gesetzlich festgelegten polizeilichen Behörden (z. B. Inspektion, Direktion, Präsidium). Gewählt wird der Kreisverband durch die Gewerkschaftsmitglieder der Behörde. Dies geschieht je nach Satzung unterschiedlich turnusmäßig (meist einmal im Jahr) auf Mitgliederversammlungen.
Daneben existieren innerhalb eines Landesverbandes noch einige speziell berufene Mitglieder. Dazu zählen die Rechtsschutzbeauftragten (regeln Belange disziplinarrechtlicher und strafrechtlicher Natur), die Frauenbeauftragten sowie Mitglieder der Nachwuchsorganisation Junge Polizei.
Die Funktionäre setzen sich personell aus Polizeibeamten, -anwärtern und -pensionären zusammen, die dem Polizeidienst eines jeweiligen Bundeslandes angehören. Teilweise zählen auch Angestellte der Polizeiverwaltung zu den Mitgliedern. Die Beteiligung endet nur bei gewolltem Austritt, dem Tod oder einem Ausschluss.

### DPolG Bundespolizeigewerkschaft
Der ehemalige DPolG Fachverband Bundespolizei wurde durch den Vorsitzenden Hans Joachim Zastrow geführt. Hauptsitz dieses Fachverbandes innerhalb der DPolG war Lübeck. Am 7. Oktober 2011 wurde die neue DPolG Bundespolizeigewerkschaft in Berlin gegründet. Bei der DPolG Bundespolizeigewerkschaft handelt es sich um den Zusammenschluss der Fachgruppe Bundespolizei in der Deutschen Polizeigewerkschaft (DPolG) und der Bundespolizeigewerkschaft bgv.

### Satzungen und Finanzierung
Das Regelwerk umfasst Satzungen, grundsätzlich die Satzungen der Landesverbände, nach denen sich alle Mitglieder zu richten haben. Satzungsänderungen erfolgen nur anlässlich von Sitzungen des Landesdelegiertentages. Allgemein ist den Kreisverbänden ebenfalls erlaubt, eigene Satzungen zu erlassen. Eine Pflicht hierfür besteht nicht. Die Finanzierung der DPolG in den jeweiligen Landesverbänden erfolgt über die Jahresbeiträge der Mitglieder. Andere bonitäre Quellen stellen Sponsoren und Spenden dar.

### Politische Einordnung
Die DPolG bekennt sich „vorbehaltlos zur freiheitlichen demokratischen Grundordnung“ und als „parteipolitisch unabhängig“. Die im Vergleich zur Gewerkschaft der Polizei stärkere Orientierung der DPolG an Law-and-Order-Forderungen, z. B. nach möglichst umfassenden polizeilichen Ermittlungsbefugnissen, spiegelt sich in manchen Beiträgen ihrer Zeitschrift wider.

### Nachwuchsorganisation
Der Nachwuchsorganisation Junge Polizei gehören alle DPolG-Mitglieder bis zum 30. Lebensjahr an.

## Aufgaben
Die Hauptaufgabe ergibt sich aus ihren Satzungen als Gewerkschaftsverein. Sie vertreten die rechtlichen, sozialen, kulturellen, wirtschaftlichen und finanziellen Interessen ihrer Mitglieder. Dies obliegt hauptsächlich den Kreisverbänden, wobei bei Themen von allgemeiner Bedeutung die Landesvorstände/Landesleitungen und Landeshauptvorstände mitzuentscheiden haben. Dies gliedert sich u. a. Vermittlung der Mitgliederinteressen an die Landesleitung bzw. an die ihrer Dienstvorgesetzten, Information über Beschlüsse und Neuerungen seitens der Landesgeschäftsstelle sowie ergänzende Mitgliederunterstützung abseits des Fürsorgerahmens des Dienstherrn.
Gleichzeitig vertritt die DPolG die Mitgliederinteresse auch im landes- und bundesweiten Rahmen beispielsweise bei Polizeibeamten betreffenden Gesetzesänderungen. Hierbei organisiert die Gewerkschaft teilweise Arbeitskämpfe mit der zunehmenden Zahl an Angestellten und ähnliche Aktionen und Maßnahmen für die Polizeibeamten mit ihrem Streikverbot aus den hergebrachten Grundsätzen des Berufsbeamtentums.
Das Rahmenprogramm der gewerkschaftlichen Aufgabenerfüllung wird durch die jeweiligen Landesverbände grundsätzlich auf den Landeshauptvorstandssitzungen beschlossen, die bei 2- bis 4-mal im Jahr durchgeführt werden.
Mitgliederzeitschrift ist der Polizeispiegel als Teilausgabe des dbb magazin mit einer Druckauflage von 82.502 und einer verbreiteten Auflage von 81.302 (Stand 3/2020).

### Verbandsmitgliedschaften
Die Gewerkschaft ist mit Vertretern unter anderem im Deutschen Verkehrssicherheitsrat (DVR).

## Stiftung
Ein Teilbereich der gewerkschaftlichen Arbeit stellt die Stiftung der Deutschen Polizeigewerkschaft dar. Die Stiftung ist ein humanitär unterstützendes Projekt für Angehörige öffentlicher Dienstleister (Polizei, Zoll, Justiz, Feuerwehr, Rettungsdienst etc.). Ziel ist es, Angehörige der Polizei und anderer Sicherheitsbehörden sowie deren Hinterbliebene zusätzlich zu den vom jeweiligen Dienstherrn erbrachten Leistungen zu unterstützen.

## Bundesvorsitzende
- 1951–1962 Kurt Fähnrich, Kriminaldirektor im Reichssicherheitshauptamt, Mitglied des Niedersächsischen Landtags (Gesamtdeutscher Block/Bund der Heimatvertriebenen und Entrechteten), Mitglied des Landesbeirats der Polizei Niedersachsen
- 1962–1968 Walter Seidel, Major der Schutzpolizei, Landesverband Berlin
- 1968–1971 Jürgen Brockmann, Polizeioberkommissar, Landesverband Hamburg
- 1971–1975 Johannes Zistel, Polizeihauptkommissar, Landesverband Berlin
- 1975–1991 Benedikt-Martin Gregg († 17. Januar 2014), Erster Kriminalhauptkommissar, Landesverband Baden-Württemberg, Ehrenvorsitzender Deutsche Polizeigewerkschaft
- 1991–1995 Harald Thiemann, Erster Polizeihauptkommissar, Landesverband Nordrhein-Westfalen
- 1995–2003 Gerhard Vogler, Polizei-Oberamtsrat, Landesverband Bayern, Ehrenvorsitzender Deutsche Polizeigewerkschaft
- 2003–2007 Wolfgang Speck, Landesverband Baden-Württemberg, seit 17. September 2007 Ehrenvorsitzender der Deutschen Polizeigewerkschaft
- seit 2007 Rainer Wendt, Polizeihauptkommissar a. D., Landesverband Nordrhein-Westfalen

## Positionen und Forderungen

### Ablehnung von unabhängigen Beschwerdestellen
Die DPolG lehnte im Februar 2016 die Einrichtung einer „unabhängigen Polizeibeschwerdestelle“ für die Landespolizei Nordrhein-Westfalen auf Grund mangelnder „Notwendigkeit“ ab. Dies wurde im Innenausschuss des Landtags diskutiert, nachdem die Fraktion der Piratenpartei Nordrhein-Westfalen dies eingebracht hatte. Neben der DPolG kritisierten auch die Gewerkschaft der Polizei (GdP) und der Bund Deutscher Kriminalbeamter (BDK) diesen Vorschlag; demgegenüber berichtet der Bürgerbeauftragte des Landes Rheinland-Pfalz, Dieter Burgard, von positiven Erfahrungen seit der Einrichtung einer solchen Möglichkeit in seinem Bundesland, der Polizeidirektor a. D. Udo Behrendes betonte die „Bürgerorientierung“, die eine solche Beschwerdestelle darstellt. Darüber hinaus wird eine Beschwerdestelle von Vertretern der Wissenschaft, darunter Michael Bäuerle, Professor an der Hessischen Hochschule für Polizei und Verwaltung, und Hardmut Aden, Professor an der Hochschule für Wirtschaft und Recht Berlin, befürwortet: „[E]mpirische Untersuchungen [haben] gezeigt, dass Fälle, in denen Polizeieinsätze gegenüber Außenstehenden unangemessen oder gar rechtswidrig verlaufen, oft nicht hinreichend und nicht mit der gebotenen Neutralität aufgeklärt werden.“

### Verbesserung der Personalsituation
Die DPolG setzt sich gegen Personalabbau und für die Schaffung weiterer Planstellen auf Bundes- und Landesebene ein.

### Ausrüstung und Ausstattung
Im Zuge der Terroranschläge von Paris im November 2015 bekräftigt die DPolG die „schlechten Ausrüstungsstandards“ der deutschen Polizeien der Länder und des Bundes. „Die Einsatzkräfte täten, was sie könnten, stießen aber immer wieder an ihre Grenzen. Die europäischen Staaten investierten zu wenig, um ihre Sicherheitsbehörden vernünftig auszustatten.“ In der Folge wird seit Mai 2016 ein neues Einsatzfahrzeug unter konkreten Ausstattungsanforderungen gefordert. Dieses soll die Bedrohung durch Sprengmittel und Hartkerngeschossen abhalten können.

### Verkehrsrecht
Die DPolG fordert seit vielen Jahren die Entlastung der Polizei bei den jährlich bis zu 50.000 Schwerlasttransporten durch Privatunternehmen. Diese Forderung wurde 2015 durch die Bundesregierung und das Bundesministerium für Verkehr und digitale Infrastruktur übernommen und wird auf die rechtliche notwendigen Rahmenbedingungen für Beliehene von Privatunternehmen geprüft.

### Fußballstadien
Am 29. Mai 2012 forderte Wendt die Abschaffung aller Stehplätze in deutschen Stadien. „Die Stehplätze gehören abgeschafft, die Zäune erhöht und bei jeder Ausschreitung sollten für den Verein 100.000 Euro fällig werden. Wem zudem strenge Leibesvisitationen nicht passen, der soll vor dem Stadion bleiben müssen.“ Die GdP aus Bremen kritisierte Wendts Vorstoß und wertete ihn als Populismus und „wenig sinnvoll“ in der gesamten Situation. Auch die Vereine sehen in den Stehplätzen nicht das Problem. „Ich finde es anmaßend, dass Herr Wendt glaubt, Forderungen aufstellen zu müssen, die den Spielbetrieb in den Stadien betreffen“, sagte beispielsweise Harald Strutz vom FSV Mainz 05 und betonte ebenfalls, dass die Forderungen populistisch seien.

### Weitere Positionen
Die DPolG tritt unter anderem für die Anwendung des Erwachsenenstrafrechts auf Heranwachsende, die Herabsetzung des Strafmündigkeitsalters auf 12 Jahre und verdachts- und anlassunabhängige Kontrollen (Schleierfahndung) ein. Die DPolG setzt sich weiter gegen eine Privatisierung von Polizeiaufgaben und eine Kennzeichnungspflicht für Bundespolizisten ein. Die DPolG fordert, dass gezielte Stiche gegen andere Menschen als versuchtes Tötungsdelikt einzustufen sind und nicht wie zurzeit nur als gefährliche Körperverletzung. Darüber hinaus soll es eine bundesweite Erfassung von mit Messern begangenen Straftaten geben, um ein besseres Lagebild zu erhalten.
Um zu verhindern, dass Flüchtlinge unkontrolliert im Zuge der Flüchtlingskrise nach Deutschland kommen, hatte DPolG-Chef Rainer Wendt im Oktober 2015 in der Welt am Sonntag gefordert, die deutsch-österreichische Grenze mit einem 800 Kilometer langen Zaun zu sichern. Das wurde von der Gewerkschaft der Polizei als „unverantwortliches Spiel mit dem Feuer“ und von Politikern als absurd bezeichnet. Zum Jahresende 2015 wurde nochmals durch die DPolG bekräftigt, dass die Bundespolizei alleine für Grenzkontrollen zuständig sei und die Länderpolizeien z. B. aus Bayern deren Aufgabe nicht übernehmen könnten.

## Andere Polizeigewerkschaften und Interessenverbände
Neben der DPolG gibt es die Gewerkschaft der Polizei (GdP) als Gewerkschaft im Deutschen Gewerkschaftsbund (DGB) sowie den unabhängig von einem Dachverband agierenden Bund Deutscher Kriminalbeamter. Die Bundesarbeitsgemeinschaft kritischer Polizistinnen und Polizisten ist ein von Polizeibeamten gegründeter Berufsverband, der sich für die Wahrung der Bürgerrechte einsetzt.